# Daniel Fankhauser
Daniel Fankhauser (* 28. März 1992) ist ein österreichischer American-Football-Spieler auf der Position des Offensive Guards.

## Werdegang
Fankhauser begann 2012 bei den Styrian Bears mit dem American Football und fand sich bereits nach wenigen Trainingseinheiten in der Offensive Line wieder. Zur AFL-Saison 2016 wechselte Fankhauser zu den Graz Giants, mit denen er in seinem ersten Jahr den CEFL Bowl gewann. Bei den Giants wurde er 2016 als bester Rookie sowie 2017, 2018 und 2019 als bester Linespieler ausgezeichnet. 2018 war er zudem Teil der österreichischen Nationalmannschaft, die in Vantaa Vize-Europameister wurde.
Für die Saison 2022 unterschrieb Fankhauser einen Vertrag bei den Raiders Tirol, die 2022 erstmals als Franchise in der European League of Football (ELF) antraten. Mit den Raiders erreichte er das Halbfinale, das jedoch gegen die Hamburg Sea Devils verloren ging. Anfang Jänner 2023 gaben die Raiders die Verlängerung mit ihm um eine weitere Saison bekannt. Für seine individuelle Leistung wurde er in das zweite ELF All-Star Team gewählt.